# Clubiona tanikawai
Clubiona tanikawai là một loài nhện trong họ Clubionidae.
Loài này thuộc chi Clubiona. Clubiona tanikawai được Hirotsugu Ono miêu tả năm 1989.